# Dohis
Dohis is een gemeente in het Franse departement Aisne (regio Hauts-de-France) en telt 85 inwoners (2009). De plaats maakte deel uit van het arrondissement Laon, maar werd op 1 januari 2017 overgeheveld naar het arrondissement Vervins.

## Geografie
De oppervlakte van Dohis bedraagt 7,9 km², de bevolkingsdichtheid is dus 10,8 inwoners per km².
De onderstaande kaart toont de ligging van Dohis met de belangrijkste infrastructuur en aangrenzende gemeenten.

## Demografie
Onderstaande figuur toont het verloop van het inwonertal (bron: INSEE-tellingen).
Vanwege een beveiligingsprobleem met de MediaWiki Graph-software is het momenteel niet mogelijk deze grafiek weer te geven. Zodra de software is bijgewerkt zal de grafiek vanzelf weer zichtbaar worden.

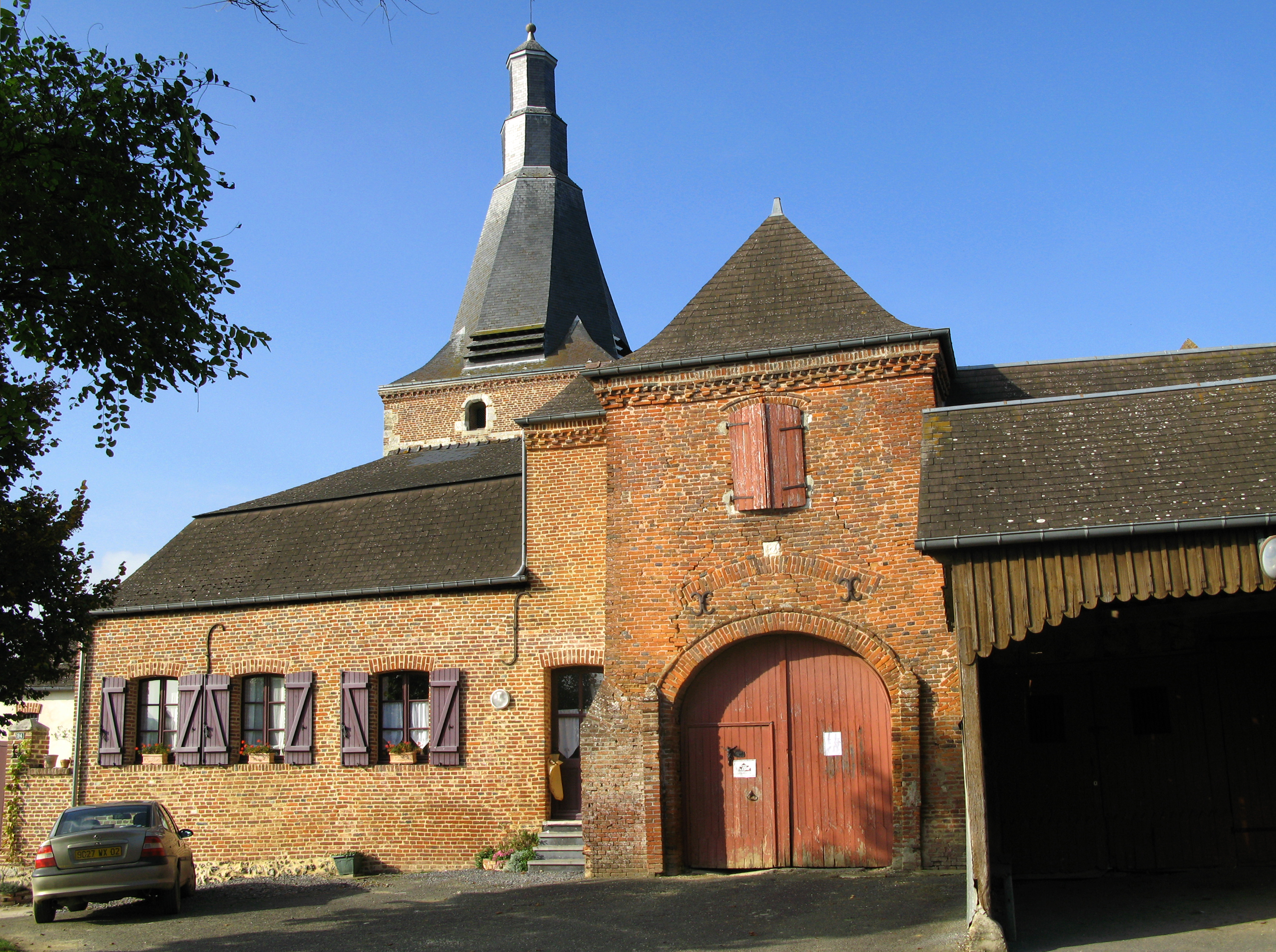
De gedraaide toren van de kerk van de Geboorte van de Heilige Maagd